# (36382) 2000 OC28
2000 OC28 (asteroide 36382) é um asteroide da cintura principal. Possui uma excentricidade de 0.10913210 e uma inclinação de 6.36581º.
Este asteroide foi descoberto no dia 24 de julho de 2000 por LINEAR em Socorro.